# 9553 Colas
9553 Colas eller 1985 UG2 är en asteroid i huvudbältet som upptäcktes den 17 oktober 1985 av CERGA-observatoriet i Nice. Den är uppkallad efter den franske astronomen François Colas.
Asteroiden har en diameter på ungefär 4 kilometer.